# Okres Bruck-Mürzzuschlag
Okres Bruck-Mürzzuschlag je okres v Rakouské spolkové zemi Štýrsko. Má rozlohu 2 155 km². V roce 2015 zde žilo 100 780 obyvatel. Sídlem okresu je město Bruck an der Mur. Okres vznikl 1. ledna 2013 spojením okresů Bruck an der Mur a Mürzzuschlag. Okres se dále člení na 19 obcí (z toho 5 měst a 10 městysů).

## Města a obce

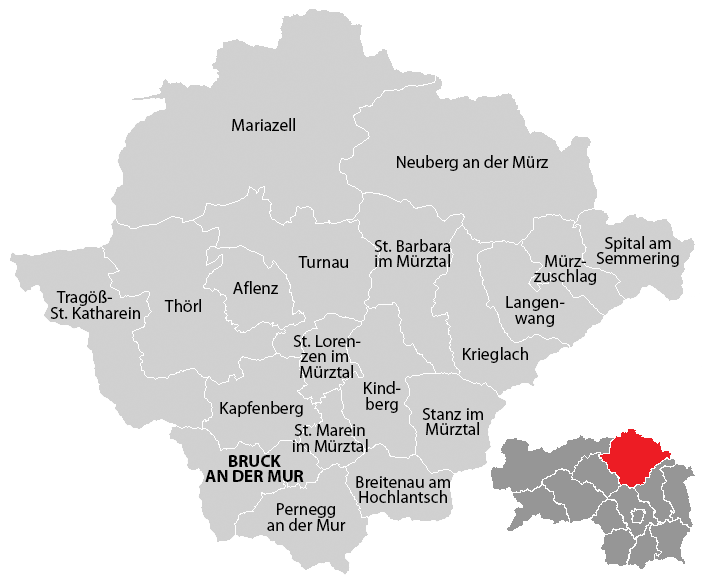
Obce v okrese Bruck-Mürzzuschlag

| Město: - Bruck an der Mur - Kapfenberg - Kindberg - Mariazell - Mürzzuschlag Městysy: - Aflenz - Breitenau am Hochlantsch - Krieglach - Langenwang - Neuberg an der Mürz - Sankt Barbara im Mürztal - Sankt Lorenzen im Mürztal - Sankt Marein im Mürztal - Thörl - Turnau | Obce: - Pernegg an der Mur - Spital am Semmering - Stanz im Mürztal - Tragöß-Sankt Katharein |